# 奧梅利夫卡
50°44′3″N 28°23′51″E / 50.73417°N 28.39750°E
奧梅利夫卡（烏克蘭語：Омелівка），是烏克蘭北部的村莊，隸屬日托米爾州的日托米爾區。該村始建於1861年，面積4.3平方公里，2001年人口74，人口密度每平方公里17.21人。